# Botanophila lactuaeformis
Botanophila lactuaeformis är en tvåvingeart som först beskrevs av Villeneuve 1923.  Botanophila lactuaeformis ingår i släktet Botanophila och familjen blomsterflugor. Inga underarter finns listade i Catalogue of Life.